# アポロ菅原
アポロ菅原（アポロすがわら、1954年2月10日 - ）は、日本のプロレスラー。本名：菅原 伸義（すがわら のぶよし）。

## 来歴
高校時代は秋田工高に属してレスリングを始める。落合博満と同級。1971年の第26回黒潮国体（和歌山県）でレスリング少年の部優勝（フリースタイル81kg級）。またインターハイでは75kg以上級において4位の成績を残した。
高校卒業後は三井造船千葉造船所で勤務していたが、通っていたジムのオーナーである遠藤光男の推薦もあり、1979年5月に退社して国際プロレスに入門。同年9月17日の福岡大会での高杉正彦戦でデビュー。国際では高杉や冬木弘道（後のサムソン冬木）とともに「若手三羽烏」と呼ばれた。
国際プロレスの活動停止に伴い、1981年に全日本プロレス所属となる。1983年にはルー・テーズ杯争奪リーグ戦に出場して越中詩郎、三沢光晴に次いで3位の成績を収める。1984年9月にはキム・コリア（Kim Korea）のリングネームで西ドイツのハノーバーに遠征、オットー・ワンツ、ミレ・ツルノ、スティーブ・ライト、シーン・リーガン、ボブ・ダラセーラ、エド・ウィスコスキー、クラウス・ワラスなどと対戦した。
帰国後の同年12月より「国際血盟軍」のメンバーとなり、リングネームも本名からアポロ菅原（Apollo Sugawara）に改名。しかし、翌1985年1月からのジャパンプロレス勢の参戦により全日本プロレスの日本人選手が飽和状態となり、『エキサイティング・ウォーズ'86』のシリーズ中である1986年3月2日の岩手県陸前高田大会をもってカルガリーハリケーンズと入れ替わるように、人員整理により剛竜馬や高杉正彦と共に4年半在籍していた全日本を解雇された。Gスピリッツ誌で掲載された鶴見五郎の話によると、解雇の原因は馬場と菅原・剛が食事した際、菅原が馬場が掲げるプロレススタイルを否定する発言を行ったため、馬場の逆鱗に触れてしまったからだと言われる。ただし、菅原本人は「馬場さんと食事したことは一回も無いです」「口答えすることは100%あり得ないですね」と否定している。
全日本最後の試合は鶴見と組み、国際の1年後輩である冬木とタッグマッチで対戦した（冬木のパートナーはマイティ井上）。解雇通告は、陸前高田大会翌日に、原軍治リングアナウンサーが全日本の事務所に3人を呼び出した後、馬場が直接解雇通告を行ったという。菅原は解雇通告を受けたと同時に号泣し、入れ替わりに馬場に呼ばれた高杉にも解雇を伝えたという。以降は剛・高杉とは異なり、全日本のリングに上がることはなかった。
全日本を解雇後、たけしプロレス軍団の企画が持ち上がった際にコーチとして招かれ、脇田洋人（現：スペル・デルフィン）・秋吉昭二（現：邪道）・高山圭司（現：外道）らを指導している。
たけしプロレス軍団が自然消滅した後、1988年に剛竜馬・高杉正彦と共にパイオニア戦志の旗揚げメンバーに名を連ねるが、旗揚げ戦のみで離脱。その後、北尾光司のトレーニングパートナーを務める。1990年にSWSに移籍し、どの道場にも属さずフリーで活躍する。1991年4月1日、神戸ワールド記念ホールで鈴木みのるとのシングルマッチを行う。UWF系スタイルの鈴木と、元来のプロレススタイルである菅原との試合は全く成立する気配が無く、ただお互いが距離を取って相手の様子を見続けるという状況が延々と続き、業を煮やした菅原の顔面掌底攻撃にレフェリーが注意をした直後に、菅原自ら試合放棄する様な素振りでリングの外に出た。その行為に対してレフェリーの合図により試合終了のゴングが鳴らされた後、客の大ブーイングが起こってレフェリーと菅原の口論が始まり、場内は騒然となった。
その客の反応に対して鈴木は、感情を剥き出しにして叫び返し怒りや悔しさを爆発させる。この異様な雰囲気の中、ゴングを鳴らされた事に納得が行かない菅原はレフェリーに向かって「おい、プロレスでは外に出たら20カウントなんだよ、わかってんのかコラ! 数えてねぇじゃねぇかこの野郎!」などとマイクアピールしたが、これに対して更に観客の大ブーイングが巻き起こった。
その後、SWSが崩壊したため、当時の『道場・檄』『パライストラ』のメンバーと共に1992年に旗揚げされたNOW所属となるが、NOWの活動停止に伴い、1993年にフリーランスになる。
1994年に活動を再開した新生NOWの所属となるが、新生NOWが再び活動を停止したことに伴い、同年中に東京プロレス所属となる。
その後、東京プロレスが活動を停止したことにより、1996年に再びフリーランスになり、インディー団体を中心に活動していたが2002年に引退
。アジアンプロレスの北海道月形町大会が最後の試合となった。以後は千葉の工事現場で働いていた。
2020年6月19日に、知人女性と入籍することをラジオ番組の「真夜中のハーリー&レイス」で明かし、妻の出身地である熊本県熊本市へ移住した。
2021年5月、YouTubeにおいて「アポロ菅原チャンネル」を開始。翌2022年3月22日に、スポーツバー『apolloキッチン』を開業した。

## 得意技
- バックフリップ

## エピソード
インディー団体に参戦していた際、いわゆる怪奇派レスラーである「ザ・マミー」に変身し、レスリング・ユニオンなどを中心に参戦していたことを引退後に明らかにしている。レスリング・ユニオンの1994年12月25日、流山市総合体育館のポイズン澤田戦では「ノーロープ有刺鉄線ランバージャック猛毒マムシ・デスマッチ」で対戦している。
また、1996年6月30日に力道山OB会主催、新日本プロレス主導で横浜アリーナで行われた「メモリアル力道山」では「IWA格闘志塾提供」という形で鶴見五郎との一戦がマッチメイクされ、マミーはセカンドロープからダイビングヘッドバットを敢行した際に距離が足りず、頭からマットに突っ込み、マミーは失神してしまった。直後に鶴見がレッグロックで勝利したが、マミーは担架で運び出されて控室で応急措置を受け病院に搬送された。鶴見は試合後のマイクアピールで「俺はもう1回こいつとやる！こんな力じゃないこいつは！」とマミーを擁護したが、この試合が原因となり長州力による「オレ個人から言わせりゃ、あんなもんプロレスじゃない！」という「インディー批判」発言を招いたとされている。一方で控室に搬送されたマミーを気遣ったのが、当時力道山OB会の最高顧問でもあったアントニオ猪木で、マミーを遠巻きに見つめるだけの新日本の若手に対して応急措置を指示し、菅原に対し「大丈夫か？」と尋ねて手や足をさすりながら容体を気遣ったという。マスクを外された菅原は「猪木さん、すいません」と話し、今でも猪木に感謝していると後年の取材を受けて述べている。